# Костел Святої Анни (Милятин)
Костел Святої Анни — культова споруда, римо-католицький храм у селі Милятин (стара назва — Мілятин Малий) Городоцького району Львівської області, архітектурна пам'ятка місцевого значення.

## Історія
Костел розташований у верхній частині села, неподалік дороги. У 1908 р. коштом Лаури Прессен в селі збудували власний костел, який у 1911 р. освятили під назвою св. Анни. Власну парафію в Милятині відкрили тільки в 1927 р. Після Другої світової війни костел перетворили на склад — спочатку льону і збіжжя, потім селітри. В 1989 р. храм повернули РКЦ, яка почала його відновлення. Хімічні добрива знищили стіни святині, тому реставрація триває і досі.

## Опис
Біля вхідних воріт зі сходу стоїть фігура Ісуса на постаменті. На таблиці напис: «Od powietrza, glodu, ognia i wojny. Zachowaj nas Panie. Ewakuowani z Berezowicy m. i. Zaloziec. 1914—1917.» Ліворуч входу до костела на постаменті є фігура св. Йосифа, під нею частково відтворений напис, з якого чітко видно тільки «Juliana Dobrzanskiego». Праворуч входу стоїть фігура св. Анни. Над входом до святині намальоване всевидяче око в трикутнику. Немає окремої дзвіниці. Відновлена стіна костелу привертає контрастними кольорами.

## Наші дні
26 липня 2006 року у с. Милятин Городоцького району Львівської області відсвяткували 100-річчя спорудження костелу святої Анни. Ювілейну Службу Божу відправив єпископ-помічник Мар'ян Бучек разом з духовенством Мостиського деканату.
26 липня 2018 року у парафії св. Анни в Милятині на Городоччині відбулося храмове свято. Урочисту подію очолив та виголосив проповідь декан Жовківський о. прелат Юзеф Легович. На відпуст прибули парафіяни та гості, серед яких були два паломники із братства святого Якова, які ідуть у прощі до Сантьяго де Компостела. Адже Милятин лежить на Львівському відрізку Дороги святого Якова.
Парафією у Милятині опікуються отці бернардинці із Судової Вишні. На відпустову урочистість прибули свящиники із Мостиського та Городоцького деканатів та отці із УГКЦ із сусідніх місцевостей.

## Галерея

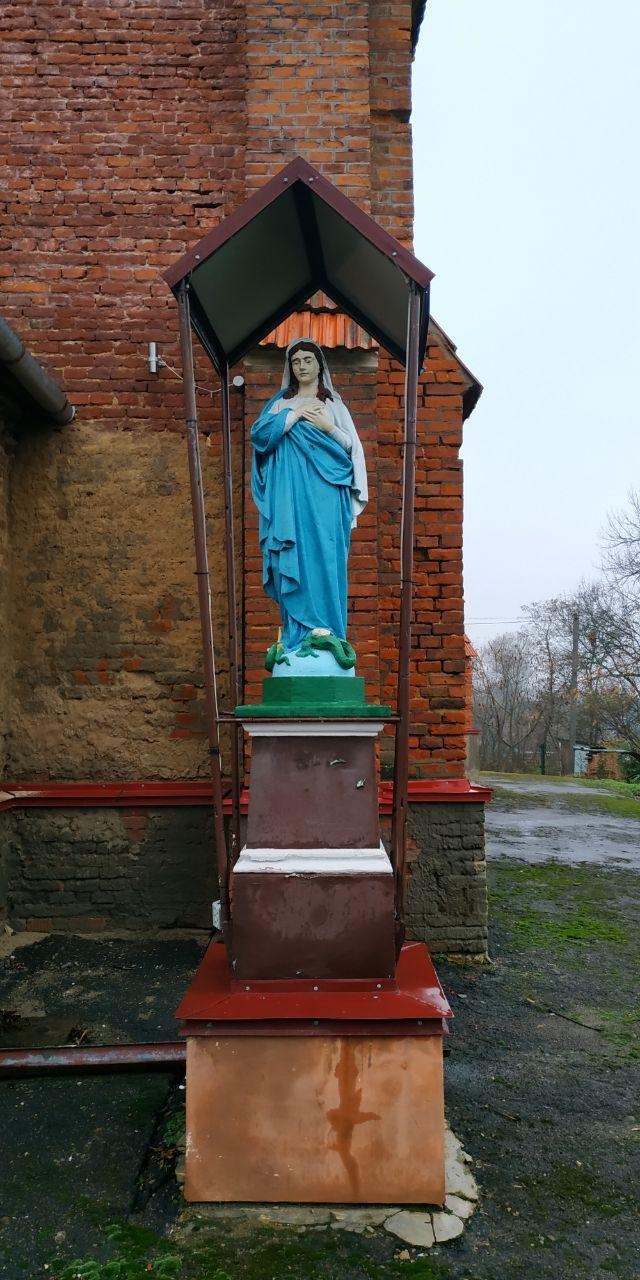
Фігура Святої Анни біля входу в костел

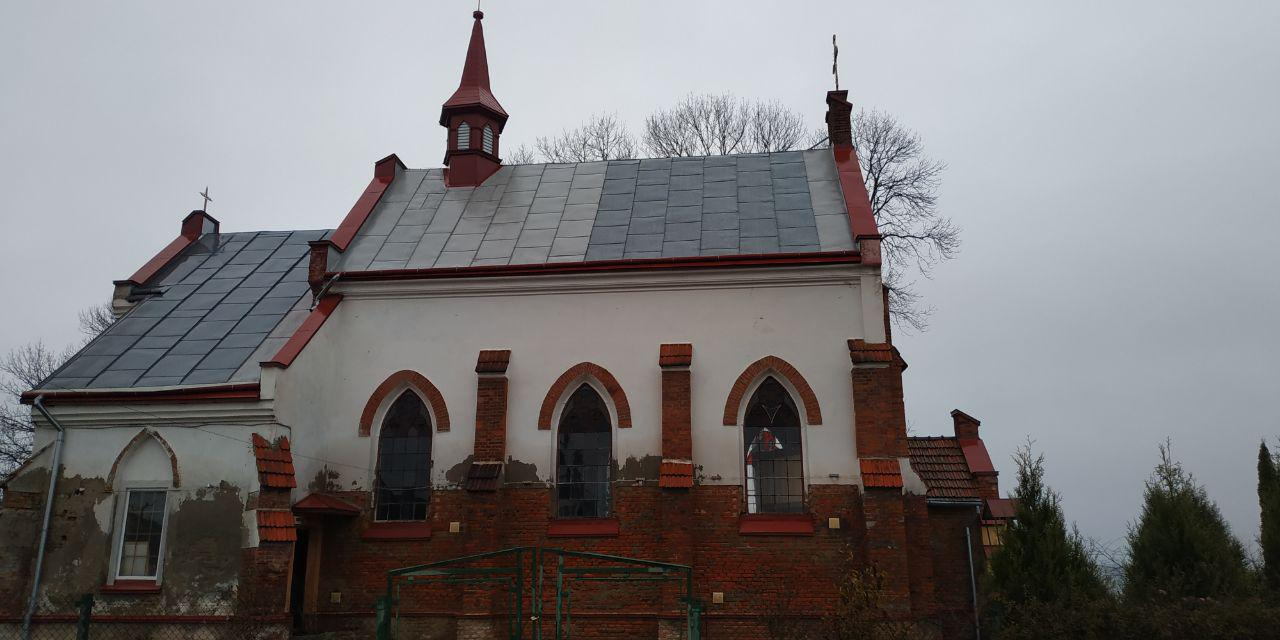
Фасад бічної сторони костелу

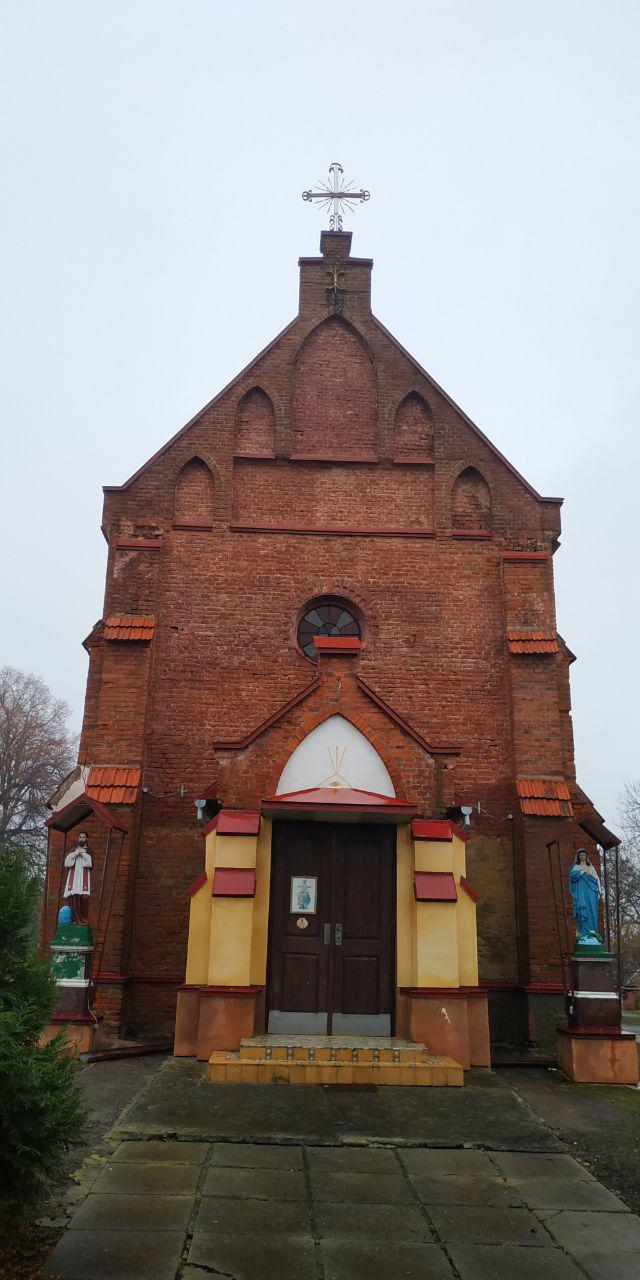
Костел Святої Анни